# Tamás Kámán
Tamás Kámán (Zalaegerszeg, 18 febbraio 1979) è un ex cestista ungherese.